# Maderanertal

Het Maderanertal is een oostelijk zijdal van het Reusstal in het Zwitserse kanton Uri. Door het dal stroomt de Chärstelenbach. Het dal telt 600 inwoners en behoort tot de gemeente Silenen. De belangrijkste nederzetting is Bristen.

## Geschiedenis
Toen er nog geen sprake was van een goed begaanbare Gotthardpas, verliep een lastdierpad via het Maderanertal, het Etzlital, Disentis in het Surselva en de Lukmanierpas naar Ticino. Het historische Hotel Stern und Post in Amsteg, aan de voet van het dal, was voor de bemiddelde reizigers het uitgangspunt voor deze route. 
Het Maderanertal heette oorspronkelijk Chärstelental of Ruplettental. In de 15e eeuw emigreerde de familie Madran van het dorp Madrano bij Airolo naar Altdorf, waar zij in 1509 het Urner landrecht ontving. In 1576 verkreeg Hans Jacob Madran voor een periode van 100 jaar het alleenrecht op alle bergbouw in Silenen, waarbij vooral ijzererts in het dal werd gewonnen. Voor de verwerking werden diverse smeltovens gebouwd. Het dal ontleende uiteindelijk zijn naam aan deze invloedrijke familie. In 1843 verwoestte een overstroming de installaties, waarmee een einde kwam aan de bergbouwperiode in het Maderanertal. 
In de loop van de 19e eeuw ontdekten Engelse bergbeklimmers het gebied. Getuige van deze tijd is het uit 1864 stammende Hotel Maderanertal, dat nog in grotendeels originele staat voortbestaat. Het hotel had vele prominente gasten, waaronder Friedrich Nietzsche, Paul von Hindenburg en Konrad Adenauer. 

## Geografie
Het dal ligt aan de noordelijk voet van het Gotthardmassief en is georiënteerd van het noordoosten naar het westen. Door deze ligging en het smalle en diepe karakter kent het dal een periode van 4 maanden zonder directe zonneninstraling. De Chärstelenbach ontspringt op 1636 m hoogte uit de Hüfisee aan de voet van de Hüfigletsjer en mondt na 12 km op 526 m hoogte bij Amsteg uit in de Reuss. Het kleine dal wordt omgeven door diverse hoge bergen die het een grote natuurlijke schoonheid verlenen: de Gross Ruchen (3138 m) en Windgällen (3187 m) in het noorden, de Oberalpstock (3328 m) en Bristen (3073 m) in het zuiden en de Gross Düssi (3256 m) en Clariden (3267 m) in het oosten. Het Maderanertal bezit daardoor ook een grote rijkdom aan watervallen. De zuidzijde van het dal behoort tot het Aarmassief en wordt gekenmerkt door diverse steensoorten, waaronder leisteen, ryoliet en amfiboliet. Het dal geniet al eeuwen bekendheid om rijke kwarts-voorkomens. De twee belangrijkste zijdalen van het Maderanertal zijn het Etzlital en het Brunnital van waaruit te voet naar het Surselva in Graubünden kan worden overgestoken. Het dal heeft een lange historie van natuurgeweld, met nog recentelijk overstromingen (in 1957 en 2005), sneeuwlawines (in 1978 en 1999), aardverschuivingen (in 1983 en 1995) en modderlawines (in 1999 en 2002).

## Economie
De belangrijkste tak van economische activiteit in het Maderanertal is het zomertoerisme. Dit is kleinschalig en beperkt zich voornamelijk tot bergklimmen en wandeltoerisme. Het dal bezit daartoe het historische Hotel Maderanertal, verschillende berghutten, twee kabelbanen (van Bristen naar Waldiberg en naar Golzern) en diverse kleinere herbergen. Met minder dan een handvol overgebleven boerenbedrijven speelt de landbouw nog slechts een ondergeschikte rol. Een aanzienlijk deel van de bevolking werkt daarentegen in het grote Reusstal, hoewel ook daar de werkgelegenheid door een afbouw van de militaire infrastructuur afneemt.

## Vervoer
Het Maderanertal is vanuit Amsteg via een smalle en zeer bochtige weg bereikbaar. Voorbij het station van de kabelbaan naar Golzern in Bristen is het dal alleen nog te voet, per fiets of per lokale taxi toegankelijk. Het dichtstbijzijnde treinstation bevindt zich in Erstfeld, vanwaar een busverbinding naar Bristen wordt onderhouden.